# Xia Shengrong
Xia Shengrong (chinesisch 夏盛戎, Pinyin Xià Shèngróng; * 24. November 1994) ist ein ehemaliger chinesischer Eishockeyspieler, der mit der Nationalmannschaft seines Landes an fünf Weltmeisterschaften in der Division II teilnahm.

## Karriere
Xia Shengrong begann seine Karriere als Eishockeyspieler in der Amateurmannschaft aus Harbin, für die er in der chinesischen Eishockeyliga spielte. 2011 wurde er mit der Mannschaft Chinesischer Meister. 2013 wechselte er zu China Dragon, dem einzigen chinesischen Profiteam, für das er viermal in der Asia League Ice Hockey auflief. 2014 kehrte er zum Amateurteam aus Harbin zurück. Als 2016 mit Kunlun Red Star erstmals eine chinesische Mannschaft in die Kontinentale Hockey Liga aufgenommen wurde, wurde er als einer von wenigen chinesischen Spieler für deren Kader verpflichtet. Nach einem Jahr ohne Spiel dort wechselte er zu Tsen Tou Jilin in die Wysschaja Hockey-Liga. Anschließend kehrte er erneut nach Harbin zurück. In der Saison 2019/20 spielte er für China Golden Dragon in der 2. česká hokejová liga, der dritten tschechischen Liga. Anschließend beendete er seine Karriere.

### International
Im Juniorenbereich nahm Xia mit China an den U18-Weltmeisterschaften 2010, als er die geringste Gegentorrate pro Spiel des Turniers aufwies und so maßgeblich zum Aufstieg der Chinesen betrug, in der Division III und 2011 und 2012 in der Division II sowie an den U20-Weltmeisterschaften 2011 und 2014 in der Division II und 2012, als er zum besten Torhüter des Turniers gewählt wurde und hinter dem Isländer Snorri Sigurbergsson die zweitbeste Fangquote des Turniers erreichte, und 2013, als er mit der geringsten Gegentorrate pro Spiel und der besten Fangquote des Turniers auch zum besten Spieler seiner Mannschaft gewählt wurde, in der Division III teil. Zudem vertrat er seine Farben 2012 beim U20-Turnier des IIHF Challenge Cup of Asia.
Sein Debüt in der Chinesischen Herren-Auswahl gab der Torwart bei der Weltmeisterschaft 2013 in der Division II. Auch 2014, 2015, 2016 und 2018, als er aber nicht zum Einsatz kam, spielte er mit der Mannschaft aus dem Reich der Mitte in der Division II. Außerdem vertrat er die Mannschaft aus dem Reich der Mitte bei der Olympiaqualifikation für die Winterspiele in Pyeongchang 2018 sowie bei den Winter-Asienspielen 2017.

## Erfolge und Auszeichnungen
- 2010 Aufstieg in die Division II bei der U18-Weltmeisterschaft der Division III, Gruppe A
- 2010 Geringste Gegentorrate pro Spiele bei der U18-Weltmeisterschaft der Division III, Gruppe A
- 2011 Chinesischer Meister mit der Mannschaft aus Harbin
- 2012 Bester Torhüter bei der U20-Weltmeisterschaft der Division III
- 2013 Aufstieg in die Division II, Gruppe B, bei der U20-Weltmeisterschaft der Division III
- 2013 Beste Fangquote und geringste Gegentorrate pro Spiel bei der U20-Weltmeisterschaft der Division III
- 2015 Aufstieg in die Division II, Gruppe A, bei der Weltmeisterschaft der Division II, Gruppe B